# Киво (Болцано)
Киво је насеље у Италији у округу Болцано, региону Трентино-Јужни Тирол.
Према процени из 2011. у насељу је живело 79 становника. Насеље се налази на надморској висини од 988 м.